# STI 2011
STI 2011 je polavtomatska pištola ameriškega koncerna STI International inc. Pištola je posodobljen klon legendarne pištole Colt M1911.

## Zgodovina
Pištole STI so brez izjeme naslednice legendarne pištole Colt 1911. Podjetje je začelo izdelovati pištole v osemdesetih letih 20. stoletja. Tovarna je nadaljevala tradicijo coltovih izdelkov, le da je za izdelavo svojih poštol uporabila najnovejše načine izdelave jekla. Pištole STI so že od samega začetka v prvi vrsti namenjene športnim strelcem, katerim se tovarna tudi neprestano posveča. Tako je postala ena redkih na svetu, ki izdela pištolo po naročilu in na ta način izdeluje unikatne pištole izdelane dobesedno po merah tekmovalca.

## Opis
Vse pištole STI so izdelane iz visoko kakovostnega jeklenega ali duraluminijastega okvirja, ki sega vse do konca cevi (t. i. »full dust cover«), na katerega je nasajeno jekleno zaklepišče. Cevi so prav tako izdelane iz najkakovostnejšega jekla, pištole pa imajo po pravilu fiksen prednji in nastavljiv zadnji merek. Obloge ročaja so prav tako izdelane iz najboljših materialov (plastike, lesa ali aluminija) in vse močno narezane, da zagotavljajo dober oprijem. Vse pištole delujejo na principu kratkega trzanja cevi z Browningovim zaklepom (kot pri originalnem Coltu M1911). Za varnost prav tako skrbi enaka varovalka udarnega kladivca, kot pri Coltu, ki se nahaja na zadnjem delu okvirja pištole, neposredno nad ročajem.